# Ањеленго
Ањеленго (итал. Agnellengo) насеље је у Италији у округу Новара, региону Пијемонт.
Према процени из 2011. у насељу је живело 147 становника. Насеље се налази на надморској висини од 209 м.